# أسرة ستيوارت
الستيوارت (Stuart): أسرة من أصول بريتانية-اسكتلندية (نسبة لمقاطعة بريتاني في فرنسا) حكمت في اسكتلندا ثم بريطانيا سنوات منذ 1371 وحتى 1714 م.
المقر: إدنبره ثم لندن.

## أصول
ترجع الأسرة في أصولها إلى أحد المغامرين البريتانيين (نسبة لمقاطعة بريتاني في فرنسا) وهو «ألن فيتزفلاد» (Alan Fitzflaald) والذي قدم إلى بريطانيا مع طلائع جيش «وليام الأول الفاتح» النورمندي، توفي «ألن» سنة 1114 م. أصبح حفيده «والتر» (Walter) (ت 1117 م) من رجالات ملك اسكتلندا، فخلع عليه لقب كبير الـ«ستيوارت» (Stewart) وهو الشخص الذي كان يتولى إدارة شؤون القصر الملكي (القائم بأعمال القصر). انتقل هذا اللقب بين أفراد الأسرة جيلا بعد جيلا ثم أصبح اسمها الرسمي، تم لاحقا تعديل كتابته إلى (Stuart).

## حكم اسكتلندا
توفي الملك الإسكتلندي "ديفيد الثاني" (ابن الملك السابق "روبرت بروس") سنة 1371 م بدون أن يعقب. أصبح العرش من حق أبناء أخته "مارجوري" (Marjory)، والتي كانت متزوجة من "والتر فيتز-ألن" (Walter Fitzalan) عميد أسرة الـ«ستيوارت». اعتلى أحد أبناءهما العرش وتلقب بـ"روبرت الثاني"، فكان أول حاكم على اسكتلندا من
أسرة الـ«ستيوارت». استمر أفراد هذه الأسرة (تعاقب 14 ملكا منهم) في حكم البلاد بصورة متواصلة وحتى سنة 1714 م.

## حكم إنجلترا
منذ 1603 م أصبحت الأسرة تحكم إنجلترا أيضا. كانت الملكة «إليزابيث الأولى» قد توفيت بدون أن تترك وريثا شرعيا من قِبلها. انتقل العرش إلى «جيمس السادس» ملك اسكتلندا، كانت أمه «ماري الأولى» ملكة على اسكتلندا (1542-1567 م)، حفيدة لـ«جيمس الرابع» ملك اسكتلندا أيضا عن طريق إحدى بنات الملك «هنري السابع» (من أسرة «تيودر» السابقة). اعتلى «جيمس» العرش وأصبح يلقب بـ«جيمس الأول» (حسب تسلسل ملوك إنكلترا). حكم خمسة (5) من أحفاده على المملكتين معا.

## ثورة 1688
اندلعت ثورة سنة 1688 م، وقام قادتها بنفي الملك "جيمس الثاني" (أو "جيمس السابع" من اسكتلندا)، كانت غالبة الشعب البريطاني (البروتستانتي) تعارض مواقف الملك المنحاز للأطراف الكاثوليكية في الكثير من القضايا التي عرضت عليه. قاموا بتنصيب ابنته "ماري الثانية"، والتي كانت تعتنق المذهب البروتستانتي". منذ 1689 م أشركت الأخيرة زوجها الجديد "وليام الثالث" من الـ"نيذرلندز" (كان الحاكم الأعلى في اتحاد مقاطعات الأراضي المنخفضة) في الحكم. توفيت الملكة عام 1694 م واستمر زوجها يحكم بمفرده حتى عام 1702 م.
اعتلت «آن الأولى» العرش وكان الملوك من قبلها يحكمون مملكتي إنكلترا واسكتلندا بصفتهما وحدتين سياسيتين مستقلتين. سنة 1707 م قام البرلمان بإصدار «مرسوم الوحدة» (Act of Union)، أصبحت بموجبه إنكلترا واسكتلندا تشكلان مملكة واحدة. كانت «آن» أول ملكة على الوحدة السياسية الجديدة والتي أصبحت تسمى «بريطانيا العظمى».

## انتقال الحكم لأسرة هانوفر
توفيت الملكة «آن» ولم تعقب. كان البرلمان قد احتاط للأمر، فأصدر في عام 1701 م «مرسوم التوطين» الذي يمنع جلوس ملك غير بروتستانتي على عرش بريطانيا (استهدف المرسوم أحفاد أسرة آل «ستيوارت» من الذكور، وهم على الأغلب من أتباع المذهب الكاثوليكي). رغم محاولة بعض أفراد الأسرة المطالبة بحقهم الشرعي في العرش، إلا أن وقوف الإنجليز ضدهم منعهم من تحقيق غرضهم، ولذلك نُقِل الحكم إلى أسرة (بيت هانوفر) التي كانت تحكم إمارة «هانوفر» في شمالي ألمانيا فنسبت اليها. أصبح الملك «جورج الأول» أول حكام هذه الأسرة.